# The Journey (film, 2021)
Pour les articles homonymes, voir The Journey.
The Journey  est un film d'animation nippo-saoudien réalisé par Kōbun Shizuno, écrit par Atsuhiro Tomioka et coproduit par Toei Animation et Manga Productions,. Le film est basé sur les événements historiques islamique de l'année de l'éléphant. L'histoire tourne autour d'un potier nommé Aws qui se joint à une bataille pour défendre sa ville natale de La Mecque. Le film est sorti au Japon, au Moyen-Orient et en Afrique du Nord en juin 2021.

## Synopsis
Alors qu'un envahisseur impitoyable menace d'asservir son peuple et de détruire la Kaaba, un sanctuaire sacré, les habitants de la Mecque prennent les armes. Ne pouvant rassembler qu'une petite force contre l'armée massive, la défaite semble presque inévitable. Aws, un potier apparemment simple qui se bat pour protéger sa famille, est forcé de révéler son sombre passé lorsqu'il découvre parmi les défenseurs un ami perdu de vue depuis longtemps et que l'on croyait mort - un guerrier nommé Zurara. Alors que la peur menace de briser leur détermination, la force de foi d'Aws l'oblige à se lever et à se battre. Aus combat ses propres doutes et ses propres peurs alors qu'il tente d'unir ses amis et compatriotes à la veille de la bataille. L'armée d'Abraha approche à grands pas et le sort de la Mecque et de son peuple est en jeu. Les habitants de la Mecque vaincront-ils l'armée colossale avec rien d'autre que leurs simples défenses et leur amour pour leur ville ?

## Distribution

### Voix japonaises
- Tōru Furuya : Aws
- Kotono Mitsuishi : Hind
- Hiroshi Kamiya : Zurara
- Kazuya Nakai : Musab
- Takaya Kuroda : Abraha
- Yuichi Nakamura : Nizar
- Mugihito : Muttalib

### Voix arabes
- Nassar Al-Nassar : Aws
- Rasha Rizk [3] : Hind
- Abdullah Elfiky : Zurara
- Ahmed Al-Yazidi : Musab
- Abdo Chahine : Abraha
- Abdul Rahman Al-Warthan : Nizar
- Jassim Al-Nabhan : Muttalib

## Réception
’'The Journey a rapporté 1 500 000 $ au box-office.[réf. nécessaire]

## Remarques
1. ↑  (arabe : الرحلة, japonais : ジャーニー 太古アラビア半島での奇跡と戦いの物語)